# تیزکردن

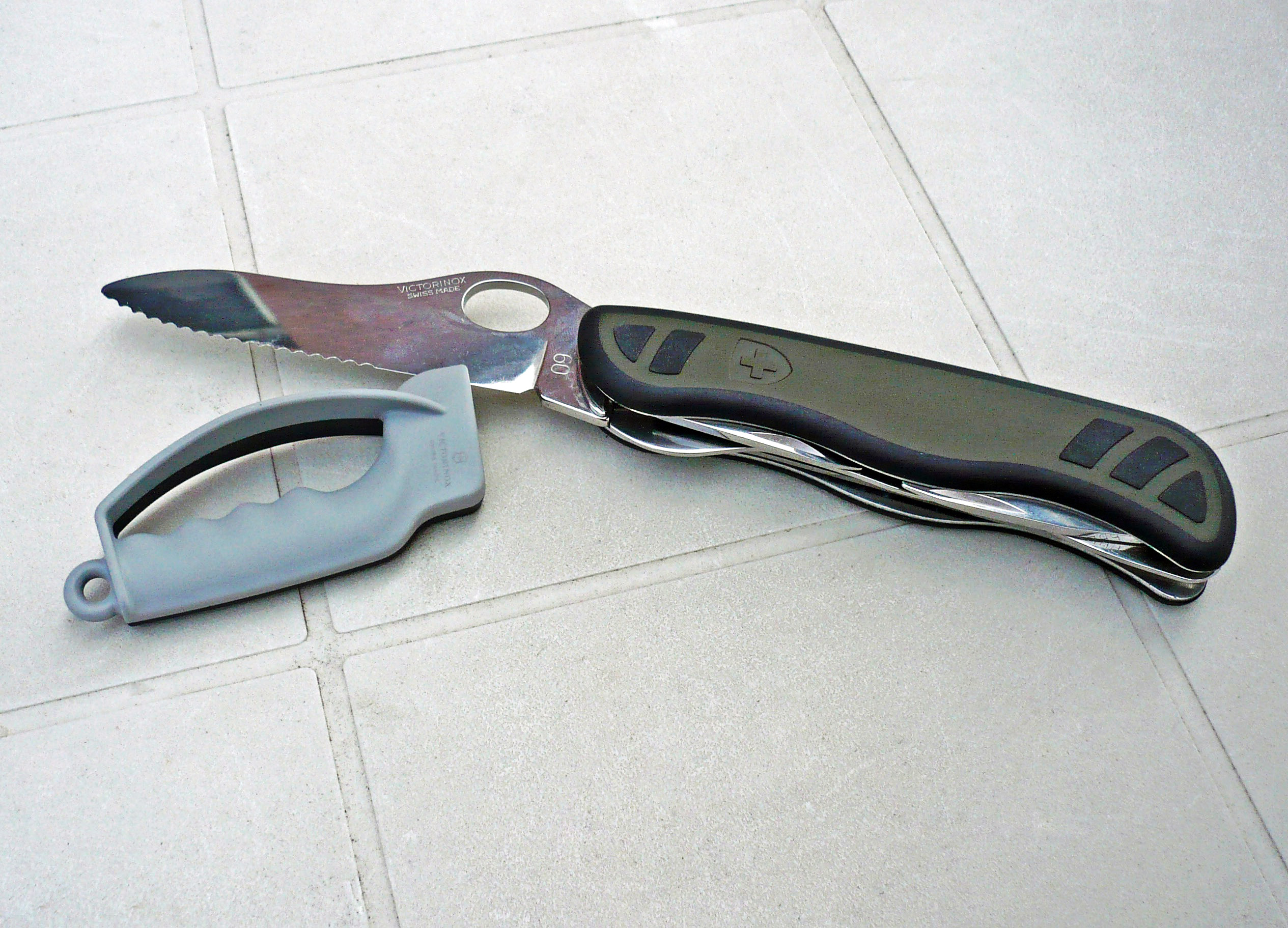
چاقو تیزکن دستی کاربید تنگستن ، با محافظ انگشت، می تواند برای تیز کردن لبه صاف و لبه های دندانه دار بر روی چاقوهای جیبی و ابزار چندکاره استفاده شود.

تیز کردن فرآیند ایجاد یا اصلاح یک تیغه است، لبه دو وجه غیرهمسطح را به یک رأس همگرا متصل می کند، در نتیجه لبه ای با شکل مناسب روی ابزار یا ابزاری که برای برش طراحی شده است ایجاد می کند. افزایش تیزیاز طریق عملیات برداشت ماده به وسیله سایندهای با سختی بالاتر از ماده پایه ابزار حاصل می‌شود، که ممکن است با فرآیندهای پرداخت/صیقل‌کاری سطح برای دستیابی به صافی بیشتر تکمیل گردد.

## ابزار و مواد

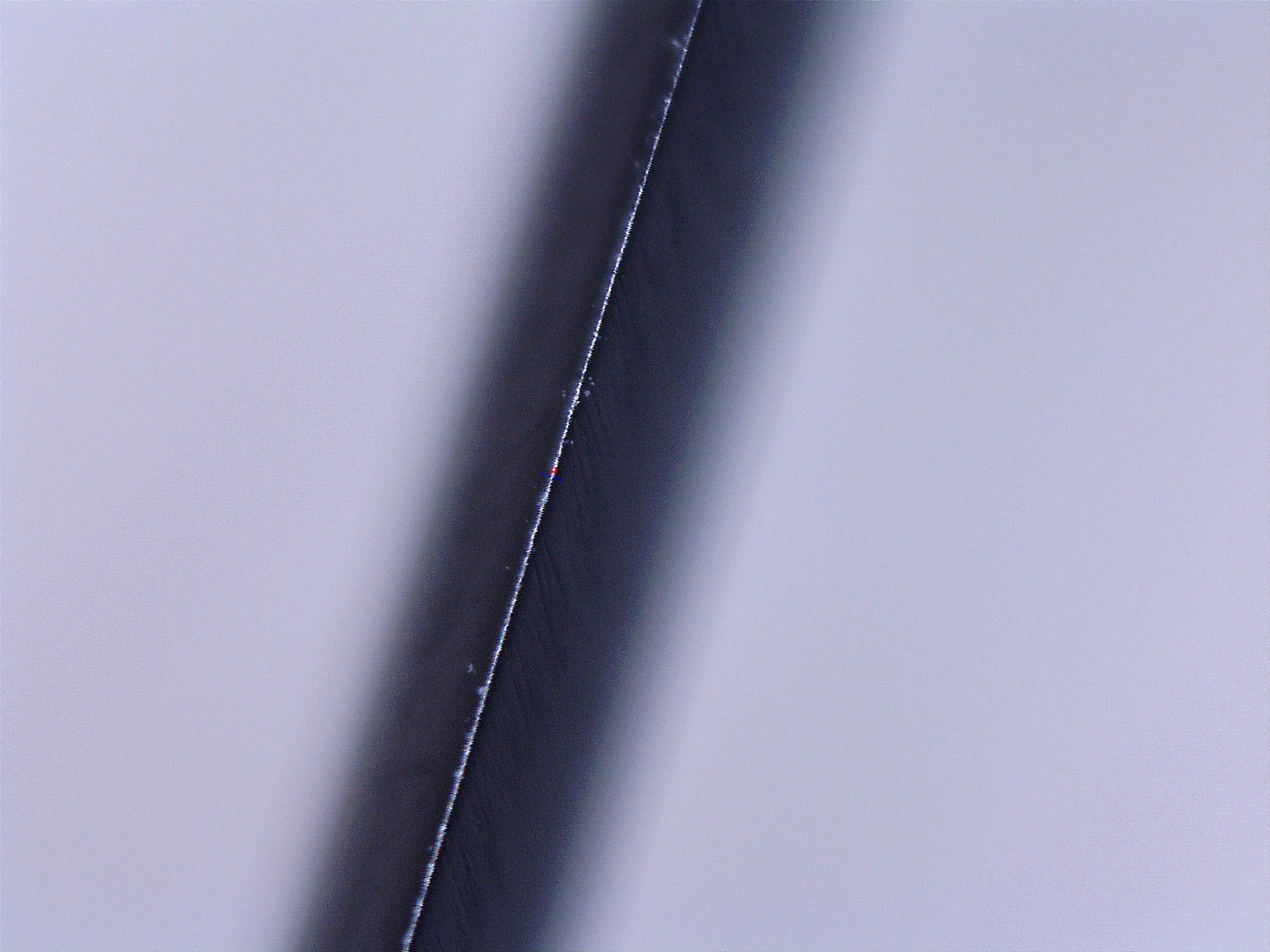
لبه/نوک تیغه چاقو پس از تیزکاری و پرداخت نهایی. اگرچه این لبه به اندازه‌ای تیز است که می‌تواند ناخن شست را گاز بگیرد، کاغذ را به راحتی ببرد یا موهای بازو را اصلاح کند، اما میکروسکوپ به وضوح لبه‌ای را نشان می‌دهد که نور را به داخل لنز بازتاب می‌دهد. لبه واقعاً تیز آنقدر نازک است که نور قابل‌توجهی را بازتاب نمی‌دهد.

فرآیندهای مختلفی جهت ایجاد لبه تیز بر روی ابزارها به کار می‌روند. سطوح فلزات چکش خوار مانند برنز ، آهن و فولاد ملایم ممکن است با کوبیدن یا خرد کردن یک سطح صاف به یک لبه تیز تبدیل کرد. این فرآیند همچنین باعث سخت شدن کار می شود.
یک ماده ساینده ممکن است به لبه برش مالیده شود تا تیز شود. سنتی ترین ماده ساینده، سنگ طبیعی مانند ماسه سنگ یا گرانیت است. چرخ‌های سنگ‌زنی مصنوعی مدرن و سنگ‌های تیزکننده تخت را می‌توان در درجه‌های دقیق سایندگی مطابق با فرآیند مورد نظر تولید کرد. لبه تیز را میتوان با فولاد صیقل دهندهاصلاح نمود.
ماده موجود روی سطح تیزکن باید سخت‌تر (سختی بر اساس مقیاس موس اندازه‌گیری می‌شود) از ماده‌ای باشد که تیز می‌شود. الماس به‌طور فوق‌العاده‌ای سخت است و همین امر گرد الماس را برای تیزکاری بسیار مؤثر می‌سازد، اگرچه گران‌قیمت است. ساینده‌های کم‌هزینه‌تر، اما سخت‌تر، مانند سنگ‌های آب مصنوعی و طبیعی ژاپنی در دسترس هستند. تعدادی از تولیدکنندگان تجهیزات برشی، هم‌اکنون دستگاه‌های تیزکن الکتریکی چاقو با چندین مرحله کاری ارائه می‌دهند که حداقل شامل یک مرحله سنگ‌زنی می‌شود. این تیزکن های برقی معمولاً در آشپزخانه استفاده می شوند اما توانایی تیز کردن تیغه هایی مانند چاقوهای جیبی یا تاکتیکی را دارند. مزیت اصلی استفاده از تیز کن برقی سرعت در بسیاری از مدل ها است که می تواند فرآیند تیز کردن را در یک تا دو دقیقه کامل کند. نقطه ضعف این است که زاویه تیز کردن ثابت است، بنابراین برخی از چاقوهای تخصصی، مانند یک سانتوکو به سبک ژاپنی، ممکن است نیاز به توجه بیشتری برای تیز کردن به زاویه ایده آل داشته باشند.

## زوایه ها

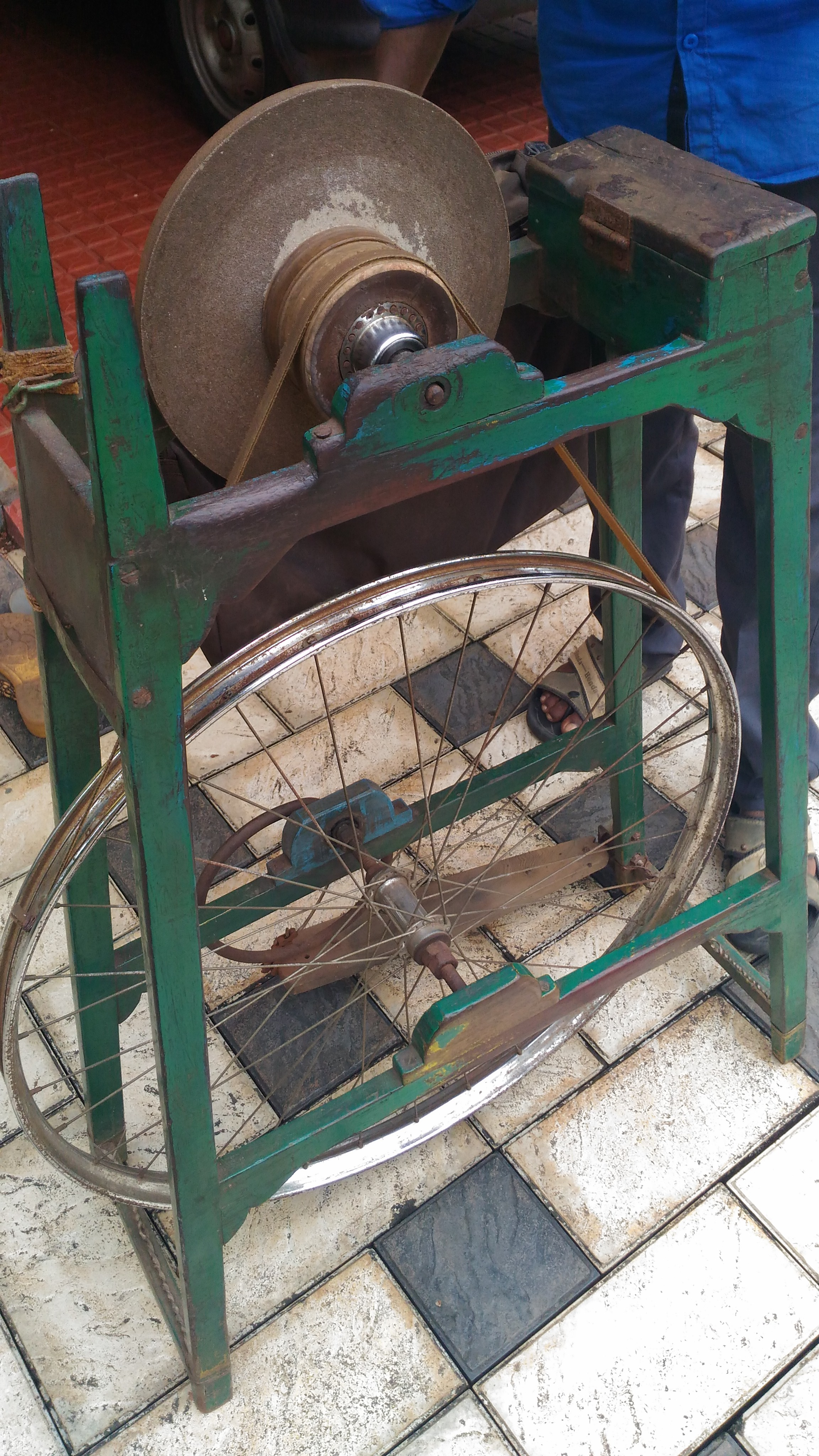
ابزار تیز کننده

چاقوهای بسیار تیز در حدود 10 d.ps (درجه در هر طرف) تیز می شوند (که به این معنی است که لبه چاقو دارای زاویه 20 درجه است). به طور کلی، تیغ ها، چاقوهای پوست کنی و چاقوهای فیله گیری باید تیزترین چاقوها با زاویه 12 تا 18 درجه باشند. بیشتر چاقوهای آشپزخانه، مانند چاقوهای چندکاره/برشی، چاقوهای سرآشپز، چاقوهای استخوان گیری، چاقوهای حکاکی، باید با زاویه 15 تا 25 درجه تیز شوند. استثناء چاقوهای سبک ژاپنی هستند که معمولاً بسته به سازنده چاقو با زاویه 14 تا 16 درجه تیز می شوند. چاقوهای سبک ژاپنی از فولاد بسیار سخت تری استفاده می کنند و بنابراین شکننده تر از همتایان سبک غربی خود هستند. این بدان معنی است که هنگام کار کردن با این چاقوها باید مراقب باشید زیرا مستعد ترک خوردن و شکستن هستند. دسته چاقوهای ورزشی، از جمله چاقوهای جیبی، چاقوهای بقا و چاقوهای شکاری، عملکرد شدیدتری دارند و باید در محدوده زاویه 25 تا 30 درجه تیز شوند. زاویه تیز کمتر به این معنی است که فلز بیشتری برای برش وجود دارد، بنابراین دوام بیشتری را در میدان ایجاد می کند. برای داشتن لبه بسیار بادوام، چاقو ، اسکنه ، چاقوی کششی یا تبر باید با زاویه 30 تا 40 درجه تیز شوند تا استحکام بیشتر و ماندگاری طولانی تر تیزی را فراهم کند.
تیزی در سطح میکروسکوپی اندازه‌گیری می‌شود، جایی که سطح ابزار ممکن است زاویه‌دار باشد، اما در نقطه تلاقی دو زاویه، یک اتصال به نام "اَپکس" (Apex) تشکیل می‌شود.

## لبه های مستقیم

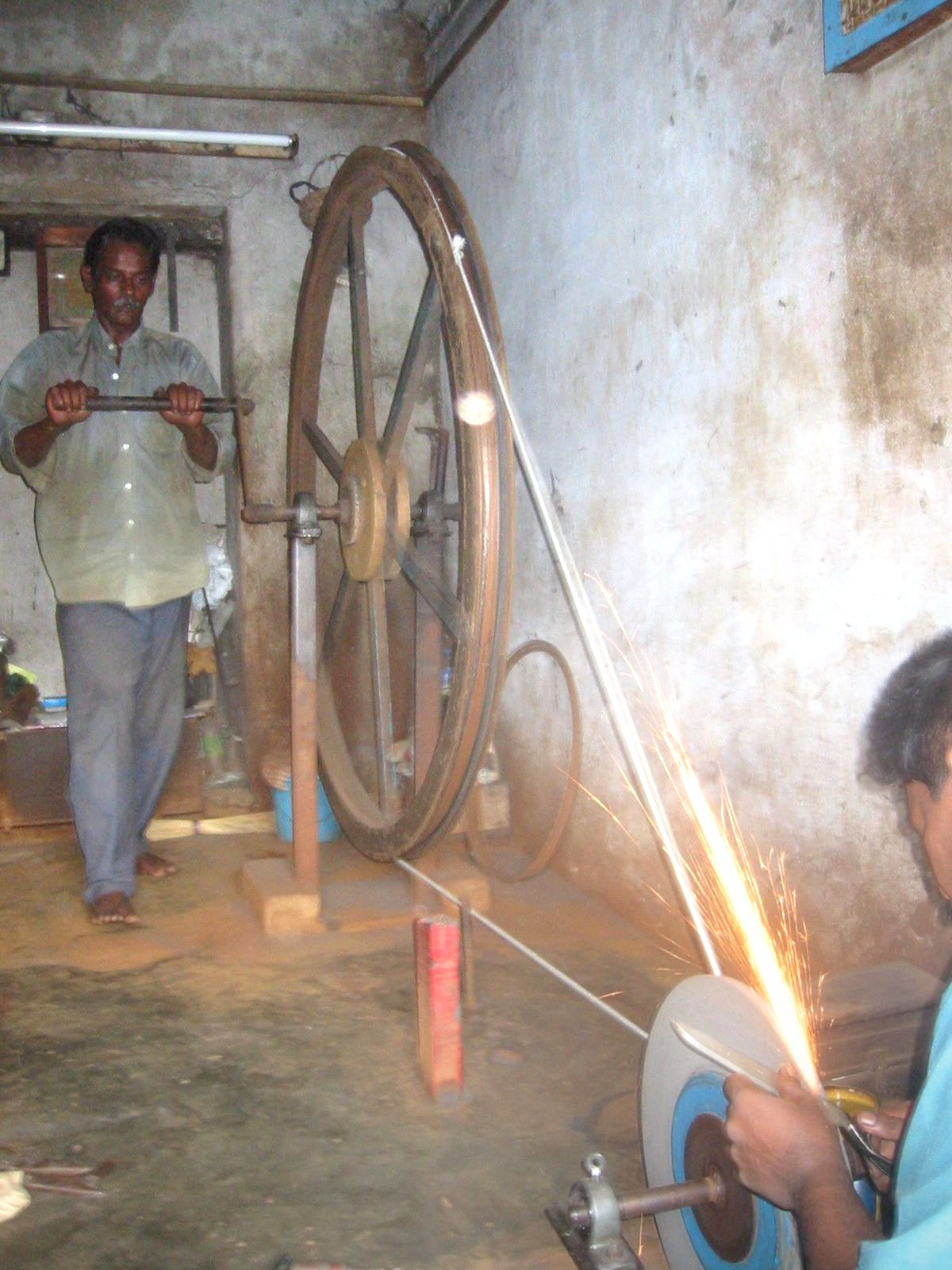
یک تیم دو نفره با سرعت زیاد چاقو را تیز می کنند

بسیاری از ابزارها دارای لبه برشی هستند که اساساً مستقیم است. چاقو ، اسکنه ، تیغ های لبه مستقیم و قیچی نمونه هایی هستند. تیز کردن لبه مستقیم نسبتاً ساده است و می توان با استفاده از یک دستگاه تیز کن ساده که استفاده از آن بسیار آسان است اما بهترین نتیجه ممکن را به همراه نخواهد داشت و یا با استفاده ماهرانه از سنگ های آسیاب روغن یا آب، چرخ های سنگ زنی، هونس و غیره انجام می شود.
تیز کردن این ابزارها را می‌توان به عنوان ایجاد دو صفحه متقاطع تعریف کرد که لبه‌ای تیز و قادر به برش ماده هدف تولید می‌کنند. به عنوان مثال، تیغه یک چاقوی فولادی به صورت پخ (Bevel) سنگ‌زنی می‌شود تا دو طرف تیغه در یک نقطه به هم برسند. این لبه سپس از طریق فرآیند هونینگ (صیقل‌دهی نهایی) اصلاح می‌شود تا تیغه به قابلیت برش مطلوب دست یابد.
میزان صیقل دهی مورد نیاز بستگی به کاربری مورد نظر ابزار یا وسیله دارد. برای برخی از کاربردها، لبه ای با مقدار مشخصی از ناهمواری قابل قبول یا حتی مطلوب است، زیرا باعث ایجاد یک لبه برش دندانه دار می شود. در کاربردهای دیگر لبه باید تا حد امکان صاف باشد.

### فولادسازی
تیز کردن لبه های مستقیم (چاقو، اسکنه و غیره) به صورت دستی را می توان به مراحل زیر تقسیم کرد. ابتدا لبه با استفاده از یک سنگ تیزکننده ساینده یا مجموعه‌ای از سنگ‌های با دانه‌بندی ریزتر شکل‌دهی می‌شود که با برداشت ماده از تیغه، آن را اصلاح می‌کنند؛ هرچه ساینده ریزتر باشد، پرداخت نهایی ظریف‌تر خواهد بود. سپس لبه را می توان با صیقل دادن لبه با مواد ساینده ریز مانند روژ یا تریپلی روی یک تکه چرم محکم یا بوم صاف کرد . لبه ممکن است با استفاده از یک "فولاد تیزکن" (ابزار فلزی یا سرامیکی سخت) فولادکشی یا هون شود. این کار باعث تغییر شکل پلاستیک و صاف شدن مواد لبه تیغه می‌گردد که ممکن است در اثر استفاده ناصاف شده باشد، اما نه به اندازه‌ای که نیاز به تیزکردن کامل مجدد داشته باشد.

### سنگ زنی

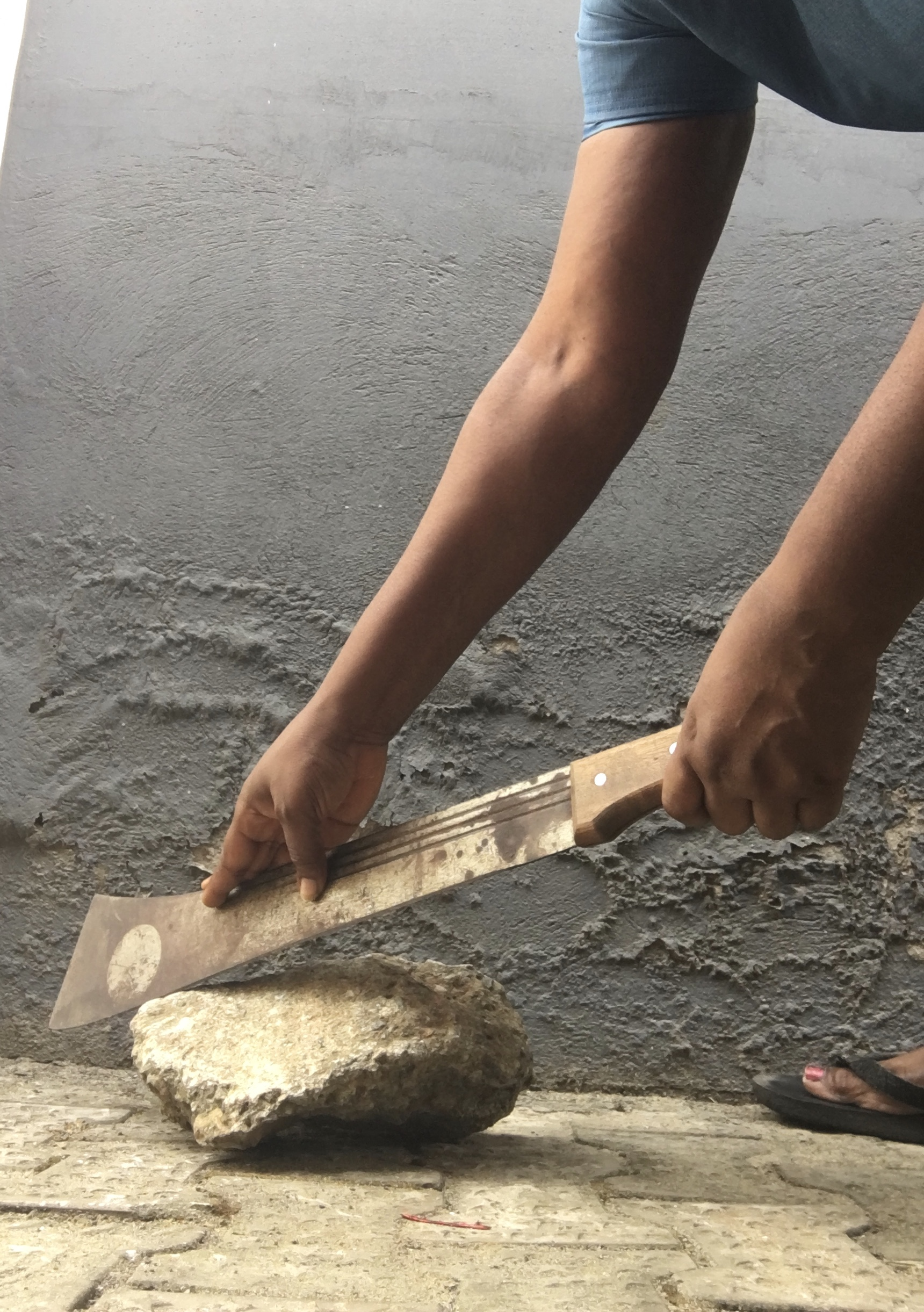
تیز کردن کاتلس

## لبه های دیگر
در جایی که لبه ها صاف نیستند، تکنیک های مختلفی مورد نیاز است. ابزارها و مهارت‌های ویژه اغلب مورد نیاز است، و تیز کردن اغلب توسط یک متخصص به جای استفاده‌کننده از ابزار بهتر انجام می‌شود.
مثالها عبارتند از:
- مته‌ها - مته‌های مارپیچی مورد استفاده برای چوب یا فولاد معمولاً با سنگ سنباده یا در یک دستگاه سنگ‌زنی مخصوص با زاویه ۶۰ درجه نسبت به عمود (۱۲۰ درجه در کل) تیز می‌شوند، اگرچه زوایای تیزتر ممکن است برای مواد سخت یا شکننده مانند شیشه استفاده شود.
- اره ها دارای دندانه‌هایی هستند که معمولاً از سطح تیغه فاصله گرفته‌اند تا لبه برنده بتواند ماده کافی را بردارد و کل تیغه به‌راحتی از داخل ماده برش‌خورده عبور کند. معمولاً فقط لبه جلویی تیغه اره تیز می شود.

## به عنوان یک حرفه یا خدمت

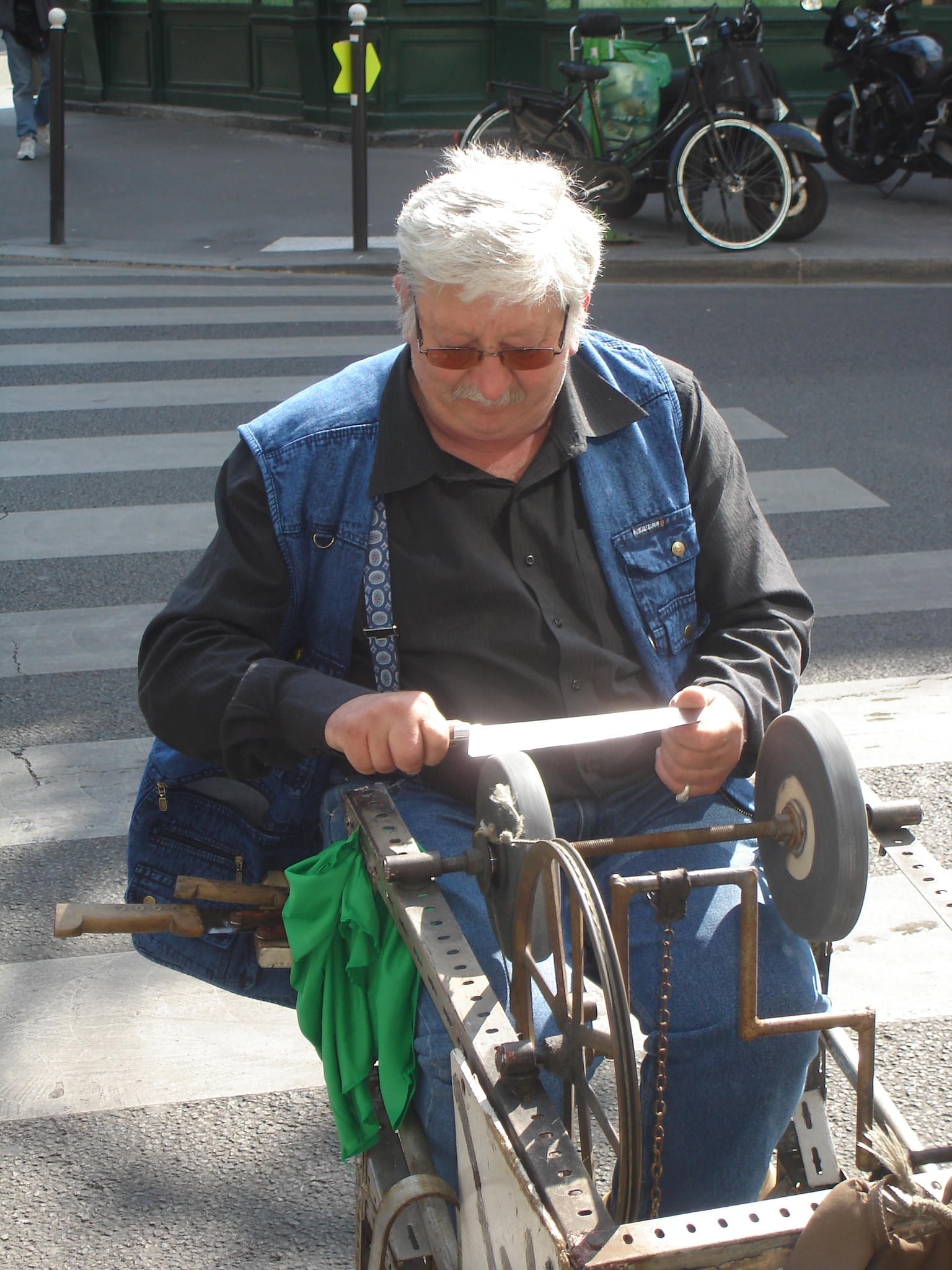
یک تیزکننده دوره‌گرد چاقو در خیابان فیدرب (محله ۱۱ ام) پاریس. او یکی از معدود تیزکنندگان چاقو است که هنوز در فرانسه به این حرفه مشغول است.

تعدادی از تیغه تیزکن ها یک تجارت سیار را اداره می کنند،   به مکان های مشتریان خود سفر می کنند، اغلب در وسایل نقلیه مجهز.
در کشورهای توسعه یافته کمتر رایج است. هنوز در بسیاری از مناطق جهان بسیار رایج است، صنعتگران ماهر خدمات تیز کردن کنار جاده را برای چاقوها و چاقوهای آشپزخانه، قیچی، و گاهی اوقات تیغه های دیگر ارائه می دهند.
آنها معمولاً یک "گرد" دارند که ممکن است شامل مشاغلی مانند قصابی یا آرایشگری باشد که برخی از آنها، علاوه بر استفاده از خدمات برای ابزار خود، ممکن است به عنوان "عامل" ابزار جمع آوری برای عموم مردم عمل کنند.
تیزکن‌های دوره‌گرد ممکن است در خیابان‌های شلوغ یا محله‌های مسکونی توقف‌های منظمی داشته باشند و با استفاده از ابزار موسیقی مانند زنگ‌های دستی یا سوت، ساکنان یا کسبه را فراخوانند.
تیزکن معمولاً یک میز کار سیار مجهز به سنگ سنباده دارد که ممکن است به صورت دستی، با مکانیزم دوچرخه یا موتور الکتریکی کار کند.

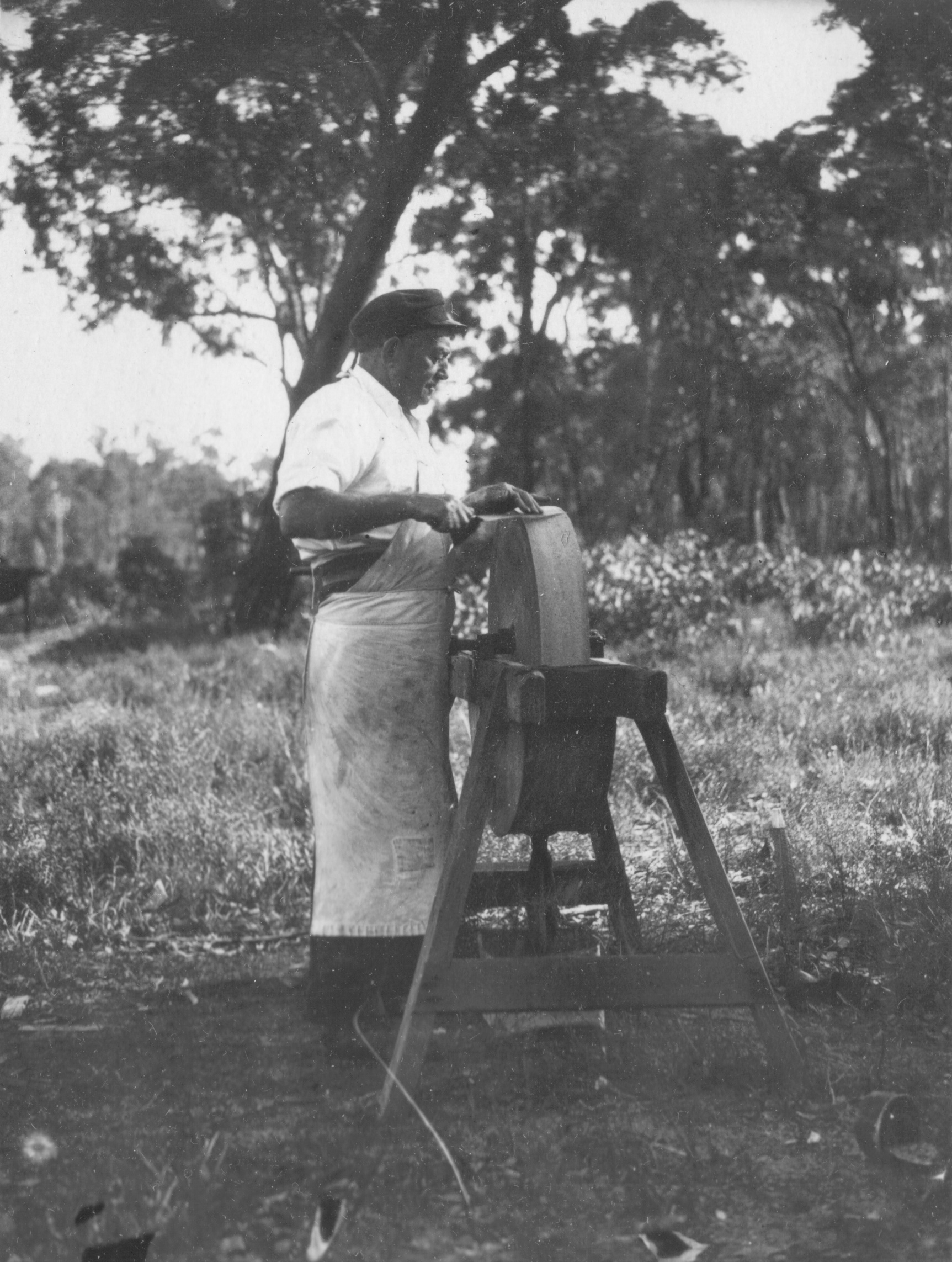
یک آشپز کارگران راه‌آهن در حال تیز کردن چاقو روی سنگ سنباده در مزارع استرالیای غربی، سال ۱۹۲۷

علاوه بر سنگ زنی درشت، تیزکن ها معمولاً لبه های برش را با سنگ تیزکننده یا فولاد تراش می پوشانند، دستگیره های شل را محکم یا جایگزین می کنند و به طور کلی توصیه و کمکی را در مورد بهترین عملکرد ارائه می دهند. برخی نیز چاقو و محصولات مرتبط می فروشند.
خدمات مدرن تیز کردن ابزارهای مختلف در ون یا اتوبوس‌هایی سفر می‌کنند که داخل آنها کارگاهی وجود دارد و این امکان را فراهم می‌آورد که لبه‌های ابزارها و وسایل مختلف را سرویس کنند. دو شکل عمده از تیز کردن یا تیزکننده‌ها وجود دارد: یکی برای افرادی که به تیز کردن به عنوان یک سرگرمی می‌پردازند و آن را به کار می‌برند، و دیگری برای نهادهای صنعتی یا هنری که تلاش می‌کنند با سبک‌های مختلف تیز کردن آشنا شوند و نحوه عملکرد آن‌ها را در کاربردهای مختلف یاد بگیرند.

## همچنین ببینید
- تیغه
- دستگاه سنگ زنی
- تیز کردن چاقو
- چرم تیزکن تیغ
- تنظیم‌کننده دندانه اره
- دستگاه نگهدارنده تیزکن
- سنگ تراش
- تیزی (برش)

## مراجع
Jonathan Donner (18 August 2006). "Internet use (and non-use) among urban microenterprises in the developing world: an update from India" (PDF). Microsoft Research India. pp. 8–10, 19. Retrieved 28 March 2013. Kristi Wetsch. "Entrepreneurial Skills Building". University of Montana, Rural Institute. Retrieved 28 March 2013.
جان پول - صنعتگر تیز کن و صنعتگر قیچی و کارد و چنگال - http://www . Battlebornbladesharpening.com
- نویسنده: لئونارد لی (Leonard Lee).شناسنامه کتاب:راهنمای کامل تیزکردن. انتشارات: تانتون پرس. ISBN 978-1561581252

## لینک های خارجی
- راهنمای تراش و تیز کردن
- جان پول - تراشکار صنعتگر | صنعتگر قیچی و کارد و چنگال - تیز کردن تیغه در نبرد

1. ↑  Jonathan Donner (18 August 2006). "Internet use (and non-use) among urban microenterprises in the developing world: an update from India" (PDF). Microsoft Research India. pp. 8–10, 19. Retrieved 28 March 2013.
2. ↑  Kristi Wetsch. "Entrepreneurial Skills Building". University of Montana, Rural Institute. Retrieved 28 March 2013.